# Бербулецу
Бербулецу (рум. Bărbulețu) — село у повіті Димбовіца в Румунії. Входить до складу комуни Бербулецу.
Село розташоване на відстані 100 км на північний захід від Бухареста, 27 км на північний захід від Тирговіште, 148 км на північний схід від Крайови, 62 км на південний захід від Брашова.

## Населення
За даними перепису населення 2002 року у селі проживали 1409 осіб, усі — румуни. Усі жителі села рідною мовою назвали румунську.